# Comuna Zelenohirske, Bilohirsk
Zelenohirske (în ucraineană Зеленогірське) este o comună în raionul Bilohirsk, Republica Autonomă Crimeea, Ucraina, formată din satele Balkî, Iakovlivka, Mijhirea, Novohrîhorivka, Novoklenove, Oleksandrivka, Pciolîne și Zelenohirske (reședința).

## Demografie
Componența lingvistică a comunei Zelenohirske
     Rusă (56,68%)
     Tătară crimeeană (30,55%)
     Ucraineană (11,49%)
     Alte limbi (0,35%)
Conform recensământului din 2001, majoritatea populației comunei Zelenohirske era vorbitoare de rusă (56,68%), existând în minoritate și vorbitori de tătară crimeeană (30,55%) și ucraineană (11,49%).